# ルイージ・ディ・ターラント

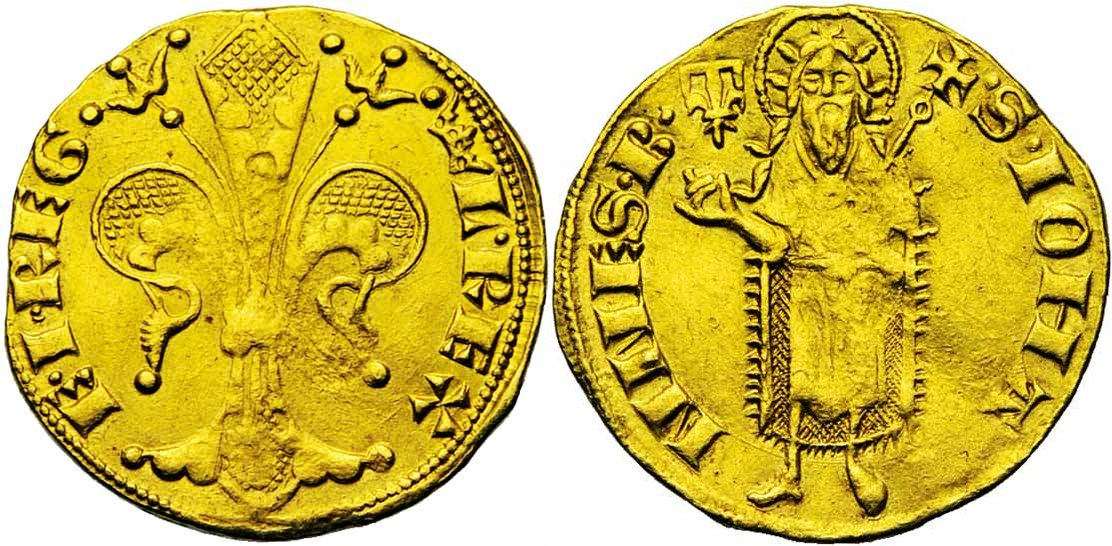
"ルイージ王とジョヴァンナ女王"のプロヴァンスの貨幣

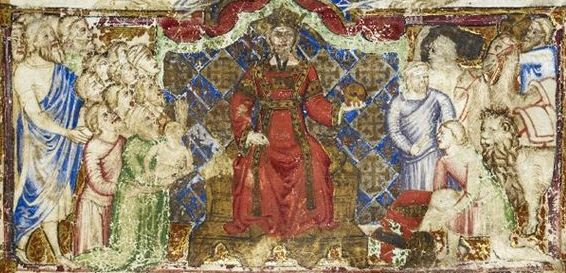
ルイージのために作られたアーサー王の戴冠を題材とした写本

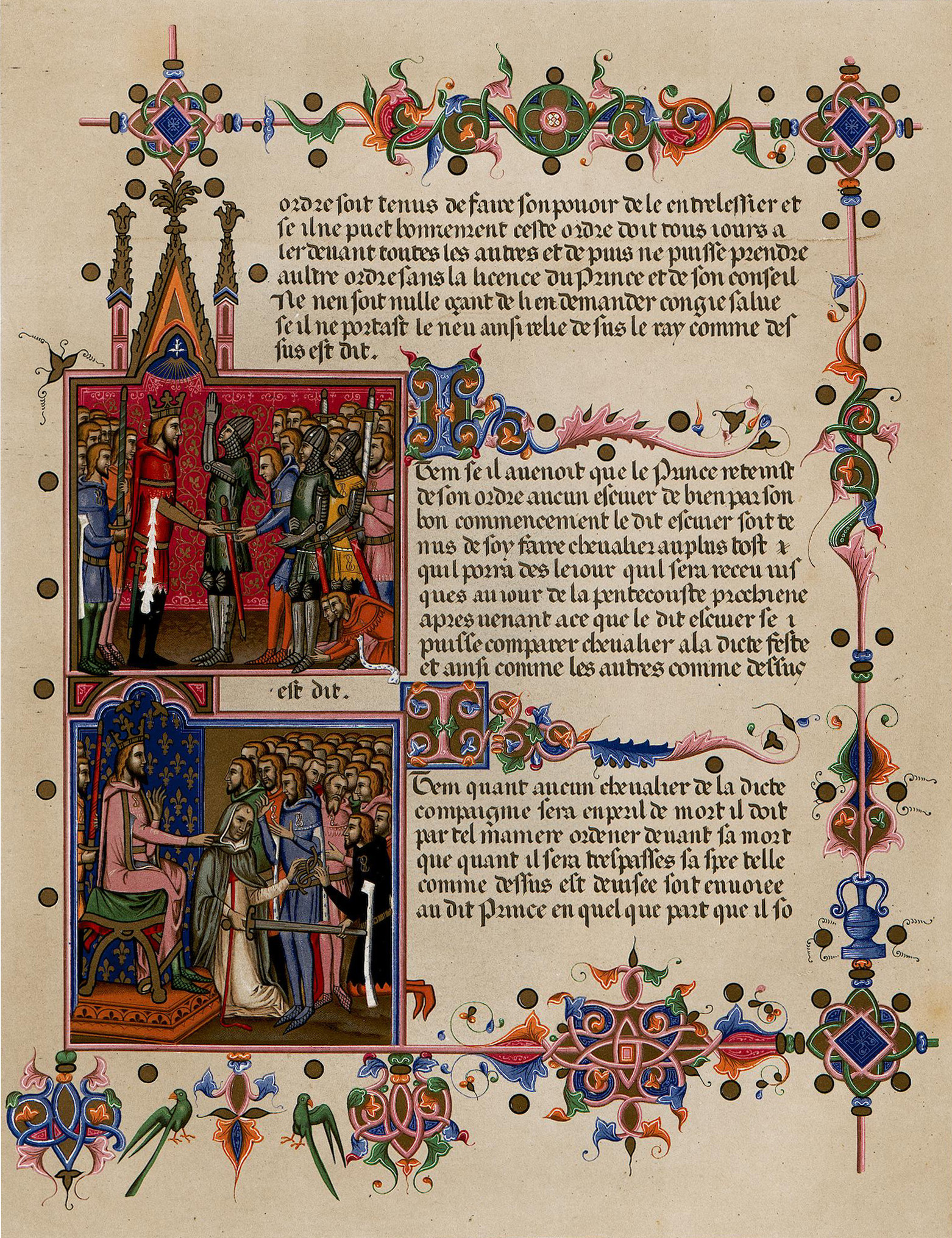
ルイージが創設した騎士団の規則（19世紀の複製）

ルイージ・ディ・ターラント（イタリア語：Luigi di Taranto, 1320年 - 1362年5月26日）は、ナポリ王（ルイージ1世）、プロヴァンス伯およびフォルカルキエ伯（在位：1348年 - 1362年）、ターラント公（在位：1346年 - 1362年）。
ルイージはナポリ女王ジョヴァンナ1世との結婚により、ナポリ王位を手に入れた。ジョヴァンナ1世の最初の夫アンドレア・ドゥンゲリアは陰謀により殺害されたが、この陰謀にジョヴァンナ1世とルイージが関与していた可能性がある。ジョヴァンナ1世の共同統治者としての立場を確保した後すぐに、ルイージはジョヴァンナ1世から全ての権力を奪い、ジョヴァンナ1世には女王の肩書きだけが残された。この結婚によりカテリーナ、フランチェスカの2女が生まれたが、どちらも早世した。ルイージは共同統治の間に多くの反乱や攻撃を受けた。ルイージは一般的には無能な君主と見なされている。ルイージの死により、ジョヴァンナ1世は権力を回復し、この後は夫との共同統治を拒んだ。

## 生涯

### 出自
ルイージはターラント公フィリッポ1世とカトリーヌ・ド・ヴァロワの次男としてナポリで生まれた。ルイージは父方でジョヴァンナ1世およびその夫アンドレアの両方の父とそれぞれ従兄弟の関係にあり、母方ではジョヴァンナ1世と従兄妹の関係にあった。ルイージの兄ロベルトはジョヴァンナ1世と恋愛関係にあった。ジョヴァンナ1世と共同統治を行おうとしていたアンドレアが17歳で1345年9月18日に暗殺されたとき、すぐにジョヴァンナ1世が、ルイージとロベルトの助けを借りてアンドレアの暗殺を命じたのではないかと疑われた。
最初の夫アンドレアの死により、若い女王ジョヴァンナ1世はターラント公ロベルトの影響を強く受けるようになったが、1346年10月までに、ジョヴァンナ1世はルイージに近づいた。同月にロベルトとルイージの母カトリーヌ・ド・ヴァロワが死去し、ラテン皇帝位継承権をロベルトに遺したため、ロベルトはターラント公領をルイージに譲った。

### 結婚
ルイージとジョヴァンナ1世は1347年8月22日に結婚したが、近親婚であるため本来は必要とされる教皇クレメンス6世からの特免状を得ていなかった。この結婚は、アンジュー家支流同士の対立を解消するためというよりも、ルイージにナポリ王国を確保するためのものであった。

#### 権力の座
弟アンドレア殺害の報復のためラヨシュ1世がナポリを侵攻した後、ルイージとジョヴァンナ1世はジョヴァンナが保持していたプロヴァンス伯領に逃亡した。そして2人はアヴィニョンでナポリ王の上級領主である教皇クレメンス6世と会った。結婚の承認と、アンドレア殺害への告発に対する支援を確実なものとするため、ジョヴァンナ1世は教皇にアヴィニョンを売却した。
黒死病の流行により、1348年8月にハンガリー軍はナポリからの撤退を余儀なくされた。ルイージとジョヴァンナ1世は長女カテリーナが生まれたばかりであったが、すぐさまナポリに帰還した。1349年初め以降、王国で発行された全ての文書はルイージとジョヴァンナ1世の両方の名前で発行され、ルイージが明らかに軍事要塞を管理していた。この共同統治の間に鋳造された貨幣には、常にルイージの名前がジョヴァンナ1世の前に記されていた。ルイージは1352年まで教皇クレメンス6世からは正式に王とは認められていなかったが、ナポリの人々はルイージがこのような活動を始めた頃からルイージを君主と見なしていた。
ルイージは他のハンガリーからの攻撃により引き起こされた混乱を利用して、ジョヴァンナ1世から完全に王権を奪った。ルイージはジョヴァンナ1世の支持者を宮廷から一掃し、ジョヴァンナのお気に入りであったエンリコ・カラッチオーロを1349年4月に姦通の罪で告発し、処刑したとみられる。

#### 王位
1350年、ハンガリー王ラヨシュ1世は再び侵攻を行い、ルイージとジョヴァンナ1世はガエータに逃亡せざるを得なくなった。ルイージは教皇の助けを借りてかろうじてハンガリー軍を倒した。しかし、教皇は「女王を囚人や召使いのように扱った」としてルイージを非難し、ジョヴァンナの権利のもとでのみルイージが王位を保持するという事実をルイージが受け入れる場合にのみルイージを王として認めることに同意した。その後まもなく次女フランチェスカが生まれた。ルイージは1352年3月20日または23日に教皇から正式にナポリ王国の共同統治者として認められ、5月25日または27日のペンテコステの日にジョヴァンナ1世の隣でナポリ王として戴冠を受けた。夫婦の唯一生存していた子供フランチェスカはこのころに死去し、この後ジョヴァンナは二度と妊娠しなかった。ルイージは戴冠式の際に騎士団（L' ordre du Nœud ou ordre du Saint-Esprit au Droit Désir）を創設したが、これは自身とジョヴァンナの傷ついた評判を向上させるためであったとみられる。1356年にはルイージとジョヴァンナはメッシーナでシチリア王として戴冠を受けたが、1285年にバルセロナ家により奪われて以来、ナポリとシチリアは別の王国として支配されており、ルイージらもシチリアを手に入れることはできなかった。
支援者であった教皇クレメンス6世の死はルイージとジョヴァンナに打撃を与えた。次の教皇インノケンティウス6世は、毎年教皇庁に支払うべき税金を払わなかったとして、ルイージとジョヴァンナを破門した。この問題は1360年にアヴィニョンの教皇のもとを訪れることで解決した。
ルイージは1360年にシチリア王フェデリーコ3世を退位させ、シチリアを手に入れようと、貴族らが反乱を起こす前に島の大部分（首都パレルモを含む）を占領したものの、最終的に失敗に終わった。ナポリでは、ルイージとジョヴァンナの両方の親族であり、ルイージの支配を快く思わないアンジュー＝ドゥラッツォ家との対立に直面し、従兄弟グラヴィーナ伯ルイージはプッリャで反乱を起こした。

### 死去
ルイージは1362年5月26日にナポリでおそらく腺ペストにより死去した。ジョヴァンナ1世はすぐさま王国における権力を取り戻した。ジョヴァンナ1世はその後、マヨルカ王ジャウマ4世およびブラウンシュヴァイク＝グルーベンハーゲン公オットーと結婚したが、ジョヴァンナ1世が共同統治者としての地位を与えた夫はルイージだけであった。ターラント公領は弟フィリッポ2世が継承した。ルイージの死により、ルイージが創設した騎士団は解散された。ルイージはモンテヴェルジーネ修道院の母の隣に埋葬された。
年代記作者は「ルイージの死が王国に大きな腐敗をもたらした」としているが、同時代人は一致してルイージを能力、人格共に欠けていたとしている。ナポリ王家と親しかったペトラルカはルイージのことを、「暴力的で傲慢、浪費家で貪欲、放蕩で残酷」で、「臣下に愛される方法も知らず」、また、「臣下からの愛される必要性」も感じていなかった人物であるとしている。ルイージの最大の業績はニッコロ・アッチャイオーリを大元帥に任命したことであり、ナポリに有能な行政官と軍事指導者をもたらした。

## 子女
- カテリーナ（1348年6月30日 - 1349年6月8日）
- フランチェスカ（1349年3月 - 1352年5月23日）